# Intrakraniellt tryck
Intrakraniellt tryck (ICP, IntraCranial Pressure) är det tryck som utövas mot insidan av skallbenet och hjärnvävnaden. ICP mäts oftast i mmHg med ett normalintervall hos frisk patient i planläge om 7-15 mmHg.